# Love Liza
Love Liza ist eine 2002 veröffentlichte Tragikomödie von Todd Louiso mit Philip Seymour Hoffman,
Kathy Bates und Stephen Tobolowsky.

## Handlung
Nach dem Selbstmord seiner Frau Liza überrascht der scheinbar gut gelaunte Wilson Joel seine Kollegen mit dem Entschluss, in das Hotel zurückzukehren, in dem er und Liza einst ihre Flitterwochen verbrachten. Die Frage nach der Ursache ihres Suizids verfolgt ihn bis in das hawaiianische Badeparadies, doch obwohl er ihren Abschiedsbrief stets bei sich trägt, weigert sich der verschlossene Kleinstädter, Lizas Gründe zur Kenntnis zu nehmen. Auf der Rückreise entwickelt er seine Verdrängungsmethode mit Hilfe von Benzin weiter, das er aus dem Tank seines Autos inhaliert. Benebelt durch das Suchtmittel legt er immer merkwürdigere Verhaltensweisen an den Tag. Er verliert seine Anstellung und bricht mit allen seinen Freunden und Bekannten. Er endet obdachlos.

## Produktion
Ein Großteil der Aufnahmen entstand in Mobile (Alabama).

## Kritik
Das Lexikon des internationalen Films urteilte, die Produktion sei ein „einfühlsam erzählte[s], gut gespielte[s] Drama .“ Zudem entwickle „der psychologisch ausgereifte Film [...] sein ernstes Thema weitgehend überzeugend. “